# Львівська сільська обласна рада депутатів трудящих IX скликання
Львівська обласна (сільська) рада депутатів трудящих дев'ятого скликання — представничий орган сільських районів Львівської області у березні 1963 — грудні 1964 року.
Нижче наведено список депутатів Львівської обласної (сільської) ради 9-го скликання, обраних 3 березня 1963 року в загальних та особливих округах. Всього до Львівської обласної (сільської) ради 9-го скликання було обрано 222 депутати.
| Прізвище, ім'я, по-батькові            | Місто чи район           | Виборчий округ                | Посада | Примітки                  |
| -------------------------------------- | ------------------------ | ----------------------------- | --- | ------------------------- |
| Автенюк Михайло Якович                 | Городоцький район        | Зав'язанецький № 26           | голова колгоспу «Червона зірка» села Зав'язанці Городоцького р-ну                                                                                         |                           |
| Андріїшин Василь Іванович              | Стрийський район         | Орівський № 188               | бригадир тракторної бригади Орівського відділка Сколівського підсобного господарства села Орів Стрийського р-ну                                           |                           |
| Андрусів Ольга Григорівна              | Яворівський район        | Добростанівський № 202        | завідувачка дільниці колгоспу імені Ватутіна села Добростани Яворівського р-ну                                                                            |                           |
| Артемова Зоя Порфирівна                | Бродівський район        | Бродівський № 1               | вчителька Бродівської середньої школи № 1 |                           |
| Бабій Іван Михайлович                  | Городоцький район        | Березецький № 40              | завідувач ферми колгоспу «Нове життя» села Березець Городоцького р-ну                                                                                     |                           |
| Батько Тамара Василівна                | Старосамбірський район   | Верхньовисоцький № 160        | зоотехнік колгоспу «Верховина» села Верхнє Висоцьке Старосамбірського р-ну                                                                                |                           |
| Батюк Ганна Миколаївна                 | Дрогобицький район       | Ясенице-Сільнянський № 61     | агроном колгоспу «Ленінський шлях» села Ясениця-Сільна Дрогобицького р-ну                                                                                 |                           |
| Бичков Павло Олексійович               | Старосамбірський район   | Хирівський № 174              | голова правління Львівського облміжколгоспбуду | помер 10 червня 1963 року |
| Бишко Тетяна Степанівна                | Пустомитівський район    | Водянський № 121              | ланкова колгоспу імені Ілліча села Водяне Пустомитівського р-ну                                                                                           |                           |
| Боднарчук Ірина Іллівна                | Бродівський район        | Пониквянський № 6             | свинарка колгоспу «Прогрес» села Гаї Бродівського р-ну |                           |
| Бойко Єлизавета Павлівна               | Кам'янсько-Бузький район | Милятинський № 106            | доярка колгоспу «Україна» села Новий Милятин Кам'янсько-Бузького р-ну                                                                                     |                           |
| Борщевський Віктор Іванович            | Кам'янсько-Бузький район | Добросинський № 115           | секретар парткому Кам'янсько-Бузького виробничого колгоспно-радгоспного управління                                                                        |                           |
| Брич Петро Кирилович                   | Жидачівський район       | Вибранівський № 65            | голова Жидачівського райвиконкому |                           |
| Бублейник Іван Федорович               | Золочівський район       | Брюховицький № 83             | голова колгоспу «Росія» села Костенів Золочівського р-ну                                                                                                  |                           |
| Бублик Марта Григорівна                | Пустомитівський район    | Щирецький № 124               | ланкова колгоспу імені Калініна селища Щирець Пустомитівського р-ну                                                                                       |                           |
| Ванденко Леонід Степанович             | Городоцький район        | Городоцький № 17              | 1-й секретар Львівського сільського обкому КПУ |                           |
| Вархол Катерина Іванівна               | Дрогобицький район       | Бісковицький № 42             | завідувачка ферми колгоспу імені Мічуріна села Бісковичі Дрогобицького р-ну                                                                               |                           |
| Верес Розалія Іванівна                 | Жидачівський район       | Вільховецький № 66            | доярка колгоспу імені Леніна села Заріччя Жидачівського р-ну                                                                                              |                           |
| Видай Катерина Миколаївна              | Кам'янсько-Бузький район | Батятичівський № 103          | агроном колгоспу імені Івана Франка села Батятичі Кам'янсько-Бузького р-ну                                                                                |                           |
| Вітковська Степанія Теодорівна         | Пустомитівський район    | Великоглібовицький № 135      | доярка колгоспу імені Василя Стефаника Пустомитівського р-ну                                                                                              |                           |
| Вовчанський Юрій Васильович            | Дрогобицький район       | Новокропивницький № 54        | голова Новокропивницької сільської ради Дрогобицького р-ну                                                                                                |                           |
| Вольський Василь Григорович            | Пустомитівський район    | Пустомитівський № 123         | директор Науково-дослідного інституту землеробства і тваринництва західних районів УРСР                                                                   |                           |
| Вороненко Григорій Васильович          | Стрийський район         | Матківський № 186             | голова Львівського обласного об'єднання «Сільгосптехніка»                                                                                                 |                           |
| Вукович Володимир Петрович             | Сокальський район        | Сокальський № 152             | кореспондент газети «Известия» |                           |
| Вус Марія Іванівна                     | Яворівський район        | Івано-Франківський № 205      | бригадир рільничої бригади колгоспу «Заповіт Ілліча» села Дубровиця Яворівського р-ну                                                                     |                           |
| Гавриленко Максим Сидорович            | Кам'янсько-Бузький район | Жовтанецький № 109            | голова колгоспу імені Жданова села Жовтанці Кам'янсько-Бузького р-ну                                                                                      |                           |
| Гавронська Марія Іванівна              | Стрийський район         | Стрілківський № 196           | доярка колгоспу імені Кірова села Підгірці Стрийського р-ну                                                                                               |                           |
| Гайдук Ганна Петрівна                  | Золочівський район       | Ясеновецький № 93             | інженер-хімік Золочівського цукрового заводу |                           |
| Гарбера Петро Тимофійович              | Старосамбірський район   | Скелівський № 171             | бригадир тракторної бригади колгоспу імені Шевченка села Сусідовичі Старосамбірського р-ну                                                                |                           |
| Гірич Федір Іванович                   | Золочівський район       | Новосілківський № 92          | голова Золочівського райвиконкому |                           |
| Гірний Йосип Іванович                  | Бродівський район        | Олеський № 16                 | голова Бродівського райвиконкому |                           |
| Гнатишин Іван Тимофійович              | Кам'янсько-Бузький район | Грибовицький № 119            | бригадир колгоспу імені Карла Маркса села Надичі Кам'янсько-Бузького р-ну                                                                                 |                           |
| Гнатишин Микола Михайлович             | Пустомитівський район    | Борщовицький № 129            | тракторист колгоспу «Зоря комунізму» села Борщовичі Пустомитівського р-ну                                                                                 |                           |
| Гнидюк Микола Якимович                 | Дрогобицький район       | Воле-Баранецький № 46         | заступник голови Львівського сільського облвиконкому |                           |
| Голованов Дмитро Кузьмич               | Городоцький район        | Комарнівський № 39            | заступник начальника Львівського обласного управління охорони громадського порядку                                                                        |                           |
| Голодівський Йосип Степанович          | Дрогобицький район       | Дублянський № 50              | лікар Дублянської лікарні Дрогобицького р-ну |                           |
| Гонтаренко Василь Іванович             | Сокальський район        | Угнівський № 140              | голова Сокальського райвиконкому |                           |
| Горбач Роман Іванович                  | Стрийський район         | Тухольківський № 185          | начальник Стрийського виробничого колгоспно-радгоспного управління                                                                                        |                           |
| Горєлов Сергій Дмитрович               | особливий округ          |                               | 1-й заступник командувача 57-ї повітряної армії Прикарпатського військового округу, генерал-лейтенант авіації                                             |                           |
| Горун Іван Миколайович                 | Старосамбірський район   | Старявський № 173             | агроном колгоспу імені Івана Франка села Старява Старосамбірського р-ну                                                                                   | повноваження припинені    |
| Гринчишин Михайло Іванович             | Городоцький район        | Галичанівський № 21           | тракторист колгоспу імені Мічуріна села Галичани Городоцького р-ну                                                                                        |                           |
| Гринь Марія Олексіївна                 | Бродівський район        | Ожидівський № 14              | зоотехнік колгоспу «Вільне життя» села Ожидів Бродівського р-ну                                                                                           |                           |
| Гула Степанія Степанівна               | Дрогобицький район       | Воютицький № 45               | бригадир рільничої бригади колгоспу імені Горького села Воютичі Дрогобицького р-ну                                                                        |                           |
| Гунько Юлія Олексіївна                 | Сокальський район        | Сілецький № 143               | завідувачка Сілецького медичного пункту Сокальського р-ну                                                                                                 |                           |
| Гусяк Марія Степанівна                 | Городоцький район        | Чернівський № 27              | свинарка колгоспу «Жовтень» села Мальнів Городоцького р-ну                                                                                                |                           |
| Дащенко Микола Мефодійович             | Сокальський район        | Острівський № 142             | директор радгоспу «Шахтар» села Острів Сокальського р-ну                                                                                                  |                           |
| Дзендзелюк Михайло Михайлович          | Кам'янсько-Бузький район | Яблунівський № 108            | голова Гумниської сільської ради Кам'янсько-Бузького р-ну                                                                                                 |                           |
| Дзидз Катерина Іллівна                 | Сокальський район        | Белзький № 141                | доярка колгоспу імені Жовтневої революції села Жужеляни Сокальського р-ну                                                                                 |                           |
| Дзяд Ганна Григорівна                  | Городоцький район        | Твіржівський № 29             | агроном колгоспу «Росія» села Твіржа Мостиського р-ну |                           |
| Діденко Марфа Михайлівна               | Жидачівський район       | Розвадівський № 78            | завідувачка оргінструкторського відділу Львівського сільського облвиконкому                                                                               |                           |
| Дмитрук Дмитро Михайлович              | Сокальський район        | Правдівський № 157            | тракторист колгоспу імені Шевченка села Новоукраїнка Сокальського р-ну                                                                                    |                           |
| Добош Микола Васильович                | Дрогобицький район       | Гаївський № 47                | тракторист колгоспу імені Енгельса села Нижні Гаї Дрогобицького р-ну                                                                                      |                           |
| Добровольський Семен Степанович        | Пустомитівський район    | Бібркський № 136              | заступник начальника Львівського обласного управління виробництва і заготівель сільськогосподарських продуктів                                            |                           |
| Дудук Ганна Дмитрівна                  | Золочівський район       | Підгайчиківський № 87         | агроном колгоспу імені 40-річчя Жовтня села Підгайчики Золочівського р-ну                                                                                 |                           |
| Дурдинець Василь Васильович            | Яворівський район        | Мшанський № 210               | 1-й секретар Львівського сільського обкому ЛКСМУ |                           |
| Дучак Емілія Іллівна                   | Городоцький район        | Луківський № 35               | вчителька Луківської середньої школи Городоцького р-ну |                           |
| Дюс Ольга Федорівна                    | Старосамбірський район   | Великолінинський № 178        | телятниця колгоспу імені Леніна села Велика Лінина Старосамбірського р-ну                                                                                 |                           |
| Дяченко Онисія Іванівна                | Сокальський район        | Радехівський № 147            | вчителька Радехівської середньої школи Сокальського р-ну                                                                                                  |                           |
| Єременко Федір Ісакович                | Бродівський район        | Миколаївський № 9             | начальник Львівського обласного управління будівництва і експлуатації шосейних шляхів                                                                     |                           |
| Задвірний Гнат Пилипович               | Золочівський район       | Почапівський № 97             | директор Скварявської середньої школи Золочівського р-ну                                                                                                  |                           |
| Закус Дмитро Федорович                 | Кам'янсько-Бузький район | Боянецький № 114              | машиніст льонопереробного агрегату «ТЛ-40» колгоспу імені Свердлова села Любеля Кам'янсько-Бузького р-ну                                                  |                           |
| Заразка Тереза Василівна               | Городоцький район        | Шегинівський № 31             | доярка колгоспу «Прикордонник» села Шегині Городоцького р-ну                                                                                              |                           |
| Зарічна Ганна Степанівна               | Сокальський район        | Бутинський № 145              | свинарка колгоспу імені 17 Вересня села Двірці Сокальського р-ну                                                                                          |                           |
| Зварич Павліна Іллівна                 | Стрийський район         | Станківський № 197            | зоотехнік колгоспу імені Богдана Хмельницького Стрийського р-ну                                                                                           |                           |
| Зіневич Леонтій Логвинович             | Дрогобицький район       | Солонський № 59               | голова колгоспу імені Леніна села Солонське Дрогобицького р-н                                                                                             |                           |
| Зінченко Марія Василівна               | Бродівський район        | Батьківський № 3              | агроном колгоспу «Україна» села Вербівчик Бродівського р-ну                                                                                               |                           |
| Зозуля Анастасія Максимівна            | Бродівський район        | Топорівський № 12             | робітниця Львівської птахофабрики села Заводське Бродівського р-ну                                                                                        |                           |
| Зубко Софія Іванівна                   | Старосамбірський район   | Головецький № 162             | робітниця Старосамбірського лісгоспзагу |                           |
| Іваненко Пелагія Григорівна            | Дрогобицький район       | Ралівський № 57               | вчителька Задністрянської початкової школи Дрогобицького р-ну                                                                                             |                           |
| Іванов Олексій Михайлович              | особливий округ          |                               | військовий |                           |
| Іванченко Андрій Антонович             | Кам'янсько-Бузький район | В'язівський № 117             | голова Кам'янсько-Бузького райвиконкому |                           |
| Івать Ганна Андріївна                  | Яворівський район        | Потелицький № 215             | ланкова колгоспу «Верховина» села Потелич Яворівського р-ну                                                                                               |                           |
| Кавас Галина Матвіївна                 | Яворівський район        | Яворівський № 219             | майстер Яворівського овочесушильного консервного комбінату                                                                                                |                           |
| Калинів Юрій Петрович                  | Стрийський район         | Козівський № 182              | бригадир лісорубів Сколівського лісгоспу Стрийського р-ну                                                                                                 |                           |
| Калюжний Микола Федорович              | Дрогобицький район       | Опаківський № 55              | голова Дрогобицького райвиконкому |                           |
| Каратнюк Петро Матвійович              | Жидачівський район       | Бережницький № 62             | голова колгоспу «Радянська Україна» села Бережниця Жидачівського р-ну                                                                                     |                           |
| Кардаш Зінаїда Семенівна               | Жидачівський район       | Грусятицький № 69             | агроном радгоспу «Грусятицький» села Грусятичі Жидачівського р-ну                                                                                         |                           |
| Карпяк Степан Іванович                 | Пустомитівський район    | Оброшинський № 122            | пташник колгоспу імені Ярослава Галана села Лісневичі Пустомитівського р-ну                                                                               |                           |
| Касюхнич Володимир Васильович          | Стрийський район         | Волосянківський № 181         | голова Стрийського райвиконкому |                           |
| Кашуба Марія Григорівна                | Сокальський район        | Великомостівський № 144       | телятниця колгоспу «Ленінський шлях» міста Великі Мости Сокальського р-ну                                                                                 |                           |
| Климовський Мирон Михайлович           | Дрогобицький район       | Бабинський № 41               | голова Львівської сільської обласної планової комісії |                           |
| Коваленко Йосип Васильович             | Старосамбірський район   | Старосолянський № 170         | секретар парткому Старосамбірського виробничого колгоспно-радгоспного управління                                                                          |                           |
| Коваль Ганна Федорівна                 | Кам'янсько-Бузький район | Новоскварявський № 116        | ланкова колгоспу імені Шевченка села Сопошин Кам'янсько-Бузького р-ну                                                                                     |                           |
| Когут Йосип Васильович                 | Городоцький район        | Угрівський № 19               | тракторист колгоспу «Іскра» с.Угри Городоцького р-ну |                           |
| Козакул Василь Герасимович             | Жидачівський район       | Бориницький № 64              | начальник Жидачівського виробничого колгоспно-радгоспного управління                                                                                      | повноваження припинені    |
| Козланюк Петро Степанович              | Жидачівський район       | Пісочненський № 76            | голова правління Львівського відділення Спілки письменників України                                                                                       |                           |
| Козуб Григорій Семенович               | Стрийський район         | Лисятицький № 190             | голова Лисятицької сільської ради Стрийського р-ну |                           |
| Кольган Марія Іванівна                 | Старосамбірський район   | Ясеницький № 180              | ланкова Ісаївського відділка підсобного господарства Турківського лісгоспзагу Старосамбірського р-ну                                                      |                           |
| Комарницька Михайлина Василівна        | Старосамбірський район   | Лімнянський № 166             | зоотехнік колгоспу «Нове життя» села Бережок Старосамбірського р-ну                                                                                       |                           |
| Коник Степан Григорович                | Жидачівський район       | Ходорівський № 81             | столяр Ходорівського цукрового комбінату Жидачівського р-ну                                                                                               |                           |
| Коник Юлія Іванівна                    | Стрийський район         | Гірненський № 193             | ланкова колгоспу імені Калініна села Конюхів Стрийського р-ну                                                                                             |                           |
| Корж Галина Лук'янівна                 | Пустомитівський район    | Лисиничівський № 132          | робітниця радгоспу «Жовтневий» села Лисиничі Пустомитівського р-ну                                                                                        |                           |
| Корнецький Омелян Миколайович          | Кам'янсько-Бузький район | Кам'янсько-Бузький № 101      | головний лікар Кам'янсько-Бузького районного медоб'єднання                                                                                                |                           |
| Косовський Ярослав Михайлович          | Старосамбірський район   | Гусаківський № 163            | бригадир радгоспу «Нижанковицький» села Міженець Старосамбірського р-ну                                                                                   |                           |
| Крайненко Іван Семенович               | Городоцький район        | Рудківський № 33              | голова Городоцького райвиконкому |                           |
| Криловський Владлен Михайлович         | особливий округ          |                               | прикордонні війська КДБ СРСР | повноваження припинені?   |
| Кузьменко Іван Лукич                   | Городоцький район        | Переможненський № 38          | головний зоотехнік учгоспу «Комарнівський» села Переможне Городоцького р-ну                                                                               |                           |
| Кульба Роман Васильович                | Кам'янсько-Бузький район | Кам'янсько-Бузький № 100      | комбайнер колгоспу імені ХХІІ з'їзду КПРС міста Кам'янка-Бузька Кам'янсько-Бузького р-ну                                                                  |                           |
| Кушнєрова Олександра Василівна         | Дрогобицький район       | Лішнянський № 52              | секретар Львівського сільського облвиконкому |                           |
| Лабай Омелян Миколайович               | Жидачівський район       | Піддністрянський № 75         | головний лікар Жидачівської районної лікарні |                           |
| Лавришин Анастасія Семенівна           | Стрийський район         | Підгородецький № 187          | вчителька Підгородецької середньої школи Стрийського р-ну                                                                                                 |                           |
| Леньо Андрій Ілліч                     | Старосамбірський район   | Яворівський № 179             | технік по штучному осіменінню Турківського лісгоспзагу Старосамбірського р-ну                                                                             |                           |
| Лесюк Василь Степанович                | Жидачівський район       | Гірський № 67                 | лікар Жидачівської районної лікарні |                           |
| Липова Дарія Павлівна                  | Жидачівський район       | Новострілищанський № 80       | зоотехнік колгоспу імені Радянської Армії села Баківці Жидачівського р-ну                                                                                 |                           |
| Лісненко Семен Михайлович              | Пустомитівський район    | Звенигородський № 138         | голова колгоспу імені Шевченка села Звенигород Пустомитівського р-ну                                                                                      |                           |
| Лозицький Віктор Іванович              | Бродівський район        | Лопатинський № 11             | начальник Бродівського виробничого колгоспно-радгоспного управління                                                                                       |                           |
| Ломага Марія Миколаївна                | Кам'янсько-Бузький район | Підлісненський № 118          | свинарка колгоспу «Жовтень» села Підлісне Кам'янсько-Бузького р-ну                                                                                        |                           |
| Луник Микола Павлович                  | Городоцький район        | Погірцівський № 37            | голова правління Львівської облспоживспілки |                           |
| Магур Антон Федорович                  | Стрийський район         | Долішнянський № 198           | голова колгоспу «Зоря комунізму» села Верхня Луковиця Стрийського р-ну                                                                                    |                           |
| Максим Василь Григорович               | Старосамбірський район   | Стрілківський № 169           | вчитель Стрілківської середньої школи Старосамбірського р-ну                                                                                              |                           |
| Максимів Марія Павлівна                | Яворівський район        | Порічанський № 214            | ланкова колгоспу імені Богдана Хмельницького села Поріччя Яворівського р-ну                                                                               |                           |
| Маличок Петро Харитонович              | Золочівський район       | Балучинський № 89             | завідувач Львівського обласного відділу соціального забезпечення                                                                                          |                           |
| Манастирський Роман Ярославович        | Кам'янсько-Бузький район | Куликівський № 113            | завідувач Львівського обласного відділу охорони здоров'я                                                                                                  |                           |
| Манджуло Олексій Федорович             | Бродівський район        | Бродівський № 2               | завідувач Львівського сільського обласного відділу комунального господарства                                                                              |                           |
| Марків Катерина Федорівна              | Дрогобицький район       | Грушівський № 48              | ланкова колгоспу імені Жданова села Грушів Дрогобицького р-ну                                                                                             |                           |
| Мартиняк Ярослав Петрович              | Золочівський район       | Виписківський № 85            | машиніст льонопереробного агрегату «ТЛ-40» колгоспу «Дружба» Золочівського р-ну                                                                           |                           |
| Маслюк Тарас Іванович                  | Бродівський район        | Куликівський № 10             | тракторист колгоспу імені Леніна села Кустин Бродівського р-ну                                                                                            |                           |
| Масляк Михайло Васильович              | Старосамбірський район   | Нижанковицький № 168          | голова Старосамбірського райвиконкому |                           |
| Матвійко Георгій Павлович              | Яворівський район        | Верблянський № 203            | начальник Яворівського виробничого колгоспно-радгоспного управління                                                                                       |                           |
| Мельник Розалія Іванівна               | Пустомитівський район    | Димівський № 133              | ланкова колгоспу імені Леніна Пустомитівського р-ну |                           |
| Михайлицька Ганна Дмитрівна            | Золочівський район       | Поморянський № 95             | ланкова колгоспу «Зоря» селища Поморяни Золочівського р-ну                                                                                                |                           |
| Михаличко Ольга Петрівна               | Пустомитівський район    | Винничківський № 130          | доярка Чижиківського відділка радгоспу «Винниківський» села Чижиків Пустомитівського р-ну                                                                 |                           |
| Міцкан Василь Степанович               | Сокальський район        | Перемогівський № 156          | голова Трудолюбівської сільської ради Сокальського р-ну                                                                                                   |                           |
| Мудрик Михайло Васильович              | Яворівський район        | Прилбичівський № 199          | тракторист колгоспу «Росія» села Прилбичі Яворівського р-н                                                                                                |                           |
| Мурин Олена Юріївна                    | Городоцький район        | Родатичівський № 20           | свинарка колгоспу «Україна» села Родатичі Городоцького р-ну                                                                                               |                           |
| Нагачівська Анастасія Володимирівна    | Золочівський район       | Дунаївський № 99              | свинарка колгоспу «Більшовик» села Бібщани Золочівського р-ну                                                                                             |                           |
| Нагорний Андрій Тимофійович            | Кам'янсько-Бузький район | Буський № 104                 | директор Буської школи-інтернату Кам'янсько-Бузького р-ну                                                                                                 |                           |
| Назарчук Петро Данилович               | Пустомитівський район    | Чорнушовицький № 131          | голова Пустомитівського райвиконкому |                           |
| Накрийко Анастасія Макарівна           | Сокальський район        | Корчинський № 151             | ланкова колгоспу імені Шевченка Сокальського р-ну |                           |
| Невярчук Іван Петрович                 | Золочівський район       | Сасівський № 98               | ветеринарний фельдшер колгоспу імені Шевченка Золочівського р-ну                                                                                          |                           |
| Нетименко Іван Іванович                | Яворівський район        | Магерівський № 211            | прокурор Львівської області |                           |
| Ніщемна Розалія Михайлівна             | Жидачівський район       | Берездовецький № 63           | доярка колгоспу «Комуніст» Жидачівського р-ну |                           |
| Новак Ольга Данилівна                  | Золочівський район       | Глинянський № 90              | завідувачка ферми колгоспу імені Шевченка селища Глиняни Золочівського р-ну                                                                               |                           |
| Оверко Михайло Гаврилович              | Яворівський район        | Шклівський № 218              | чабан колгоспу «30-річчя Жовтня» села Шкло Яворівського р-ну                                                                                              |                           |
| Овчаренко Михайло Микитович            | Кам'янсько-Бузький район | Новояричівський № 111         | начальник Львівського обласного статистичного управління                                                                                                  |                           |
| Одноріг Ольга Петрівна                 | Пустомитівський район    | Красівський № 126             | бригадир колгоспу імені Чапаєва Пустомитівського р-ну |                           |
| Окуліта Марія Томівна                  | Бродівський район        | Суховільський № 5             | доярка колгоспу «Комуніст» села Суховоля Бродівського р-ну                                                                                                |                           |
| Олінкевич Надія Миколаївна             | Сокальський район        | Стоянівський № 149            | телятниця колгоспу «Жовтень» села Стоянів Сокальського р-ну                                                                                               | повноваження припинені    |
| Оліщук Петро Григорович                | Сокальський район        | Стенятинський № 155           | голова колгоспу імені Калініна села Ільковичі Сокальського р-ну                                                                                           |                           |
| Остапенко Андрій Маркіянович           | Старосамбірський район   | Добромильський № 164          | секретар Львівського сільського обкому КПУ, заступник голови Львівського сільського облвиконкому, голова сільського комітету партійно-державного контролю |                           |
| Павлів Євген Іванович                  | Бродівський район        | Пониковицький № 8             | комбайнер колгоспу «Правда» села Пониковиця Бродівського р-ну                                                                                             |                           |
| Павлів Надія Григорівна                | Стрийський район         | Кавський № 191                | завідувачка фельдшерсько-акушерського пункту села Вівні Стрийського р-ну                                                                                  |                           |
| Павук Марія Дмитрівна                  | Старосамбірський район   | Раківський № 177              | ланкова колгоспу «Росія» села Лютовиська Старосамбірського р-ну                                                                                           |                           |
| Пагута Денис Федорович                 | Пустомитівський район    | Свірзький № 137               | головний лікар Свірзької лікарні Пустомитівського р-ну |                           |
| Пантелєєва Галина Миколаївна           | Золочівський район       | Перемишлянський № 86          | лікар Перемишлянської лікарні Золочівського р-ну |                           |
| Папазов Віктор Михайлович              | Яворівський район        | Липницький № 209              | голова оргбюро Львівської сільської обласної ради професійних спілок                                                                                      |                           |
| Патук Галина Яківна                    | Яворівський район        | Нагачівський № 212            | зоотехнік колгоспу «Прогрес» села Нагачів Яворівського р-ну                                                                                               |                           |
| Пелиш Петро Федорович                  | Старосамбірський район   | Торчиновицький № 175          | бригадир тракторної бригади колгоспу «Дружба» села Страшевичі Старосамбірського р-ну                                                                      |                           |
| Першин Раїса Іванівна                  | Кам'янсько-Бузький район | Ременівський № 110            | зоотехнік колгоспу імені 17 Вересня села Ременів Кам'янсько-Бузького р-ну                                                                                 |                           |
| Петринець Іван Дмитрович               | Жидачівський район       | Зарічненський № 72            | тракторист колгоспу імені Чапаєва села Зарічне Жидачівського р-ну                                                                                         |                           |
| Петрусяк Анастасія Петрівна            | Дрогобицький район       | Доброгостівський № 49         | ланкова колгоспу «Жовтень» Дрогобицького р-ну |                           |
| Пивовар Владислав Євстахійович         | Городоцький район        | Пнікутський № 28              | пташник радгоспу «Крукеницький» села Пнікут Городоцького р-ну                                                                                             |                           |
| Пилип Павліна Матвіївна                | Дрогобицький район       | Рихтицький № 58               | доярка колгоспу імені Шевченка села Рихтичі Дрогобицького р-н                                                                                             |                           |
| Пирч Анастасія Василівна               | Старосамбірський район   | Вовченський № 161             | свинарка радгоспу «Турківський» сила Нижня Яблунька Старосамбірського р-ну                                                                                |                           |
| Погребняк Марія Григорівна             | Яворівський район        | Рясненський № 216             | вчителька Рясненської середньої школи Яворівського р-ну                                                                                                   |                           |
| Поляков Михайло Андрійович             | Дрогобицький район       | Корналовицький № 51           | завідувач Львівського сільського обласного відділу торгівлі                                                                                               |                           |
| Попов Валентин Петрович                | Кам'янсько-Бузький район | Великосілківський № 112       | завідувач сільськогосподарського відділу Львівського сільського обкому КПУ                                                                                |                           |
| Постников Микола Панасович             | Городоцький район        | Крукеницький № 25             | секретар парткому Городоцького виробничого колгоспно-радгоспного управління                                                                               |                           |
| Потопальський Сергій Тихонович         | Яворівський район        | Немирівський № 213            | секретар парткому Яворівського виробничого колгоспно-радгоспного управління                                                                               |                           |
| Притула Катерина Михайлівна            | Золочівський район       | Вовківський № 84              | голова Ушковичівської сільської ради Золочівського р-ну                                                                                                   |                           |
| Работников Семен Самійлович            | Пустомитівський район    | Верхньодорожненський № 134    | начальник Пустомитівського виробничого колгоспно-радгоспного управління                                                                                   |                           |
| Ревва Валентин Павлович                | Золочівський район       | Куровичівський № 88           | завідувач відділу партійних органів Львівського сільського обкому КПУ                                                                                     |                           |
| Репренцева Марія Нилівна               | Городоцький район        | Городоцький № 18              | голова колгоспу імені Шевченка міста Городок Городоцького р-ну                                                                                            |                           |
| Рожкович Василь Федорович              | Стрийський район         | Славський № 183               | чабан Славського підсобного господарства селища Славське Стрийського р-ну                                                                                 |                           |
| Романів Софія Федорівна                | Дрогобицький район       | Меденицький № 53              | свинарка колгоспу «Маяк» села Летня Дрогобицького р-ну |                           |
| Рудик Степан Іларіонович               | Жидачівський район       | Роздольський № 79             | голова Львівського обласного суду |                           |
| Саланич Петро Макарович                | Дрогобицький район       | Чукв'янський № 60             | комбайнер колгоспу «Шлях до комунізму» села Чуква Дрогобицького р-ну                                                                                      |                           |
| Семчишин Єфросинія Гнатівна            | Жидачівський район       | Монастирецький № 74           | ланкова колгоспу імені Шевченка села Мельнич Жидачівського р-ну                                                                                           |                           |
| Скородинський Зіновій Павлович         | Городоцький район        | Тщенецький № 32               | директор Інституту фізіології і біохімії сільськогосподарських тварин                                                                                     |                           |
| Скороход Іван Кузьмич                  | Дрогобицький район       | Винниківський № 44            | завідувач Львівського сільського обласного фінансового відділу                                                                                            |                           |
| Славник Катерина Михайлівна            | Дрогобицький район       | Броницький № 43               | телятниця колгоспу імені Чапаєва села Брониця Дрогобицького р-ну                                                                                          |                           |
| Смадич Василь Дмитрович                | Старосамбірський район   | Боринський № 158              | головний лікар Боринської лікарні Старосамбірського р-ну                                                                                                  |                           |
| Сокур Петро Іванович                   | Бродівський район        | Ясенівський № 13              | голова колгоспу імені Кірова села Ясенів Бродівського р-ну                                                                                                |                           |
| Соломон Раїса Марківна                 | Бродівський район        | Заболотцівський № 15          | лікар Заболотцівської дільничної лікарні Бродівського р-ну                                                                                                |                           |
| Спільник Ганна Андріївна               | Пустомитівський район    | Вовківський № 127             | голова Вовківської сільської ради Пустомитівського р-ну                                                                                                   |                           |
| Спільник Євген Данилович               | Городоцький район        | Великолюбінський № 22         | голова колгоспу імені Леніна села Завидовичі Городоцького р-ну                                                                                            |                           |
| Ставровський Леонід Георгійович        | Старосамбірський район   | Ільницький № 165              | начальник управління цукрової промисловості Львівського раднаргоспу                                                                                       |                           |
| Степанків Ольга Миронівна              | Жидачівський район       | Молодинчецький № 73           | доярка колгоспу імені ХХІІ з'їзду КПРС села Вербиця Жидачівського р-ну                                                                                    |                           |
| Стефаник Семен Васильович              | Старосамбірський район   | Старосамбірський № 172        | голова Львівського сільського облвиконкому |                           |
| Ступницький Леонід Васильович          | Кам'янсько-Бузький район | Малехівський № 120            | редактор газети «Вільна Україна» |                           |
| Суханюк Іван Микитович                 | Сокальський район        | Боб'ятинський № 153           | начальник Львівського сільського обласного управління культури                                                                                            |                           |
| Тарнавська Ганна Стахівна              | Стрийський район         | Верхньосиньовидненський № 189 | робітниця радгоспу «Сколівський» селища Верхнє Синьовидне Стрийського р-ну                                                                                |                           |
| Телішевський Тимофій Дмитрович         | Сокальський район        | Хлівчанський № 146            | 2-й секретар Львівського сільського обкому КПУ |                           |
| Томенко Микола Макарович               | Сокальський район        | Нововитківський № 150         | завідувач Львівського обласного відділу народної освіти                                                                                                   |                           |
| Трегуб Софія Гнатівна                  | Яворівський район        | Калинівський № 206            | завідувачка гінекологічного відділу Інституту охматдиту                                                                                                   |                           |
| Турега Іванна Василівна                | Стрийський район         | Завадівський № 192            | ланкова артілі імені Калініна Стрийського р-ну |                           |
| Тхір Марія Олексіївна                  | Жидачівський район       | Жидачівський № 70             | робітниця Жидачівського картонно-паперового комбінату |                           |
| Федотов Михайло Микитович              | Сокальський район        | Тартаківський № 154           | голова колгоспу імені газети «Правда» села Спасів Сокальського р-ну                                                                                       |                           |
| Ференц Микола Іванович                 | Жидачівський район       | Подорожненський № 77          | голова Подорожненської сільської ради Жидачівського р-ну                                                                                                  |                           |
| Фролов Дмитро Якович                   | Золочівський район       | Підлипецький № 96             | начальник управління м'ясо-молочної промисловості Львівського раднаргоспу                                                                                 |                           |
| Хейлик Антоніна Данилівна              | Пустомитівський район    | Тернопільський № 125          | вчителька Тернопільської середньої школи Пустомитівського р-ну                                                                                            |                           |
| Хміль Марія Юріївна                    | Городоцький район        | Михайлевицький № 36           | ланкова колгоспу «Маяк» села Михайлевичі Городоцького р-ну                                                                                                |                           |
| Худик Розалія Іванівна                 | Городоцький район        | Судововишнянський № 30        | доярка колгоспу імені Дзержинського міста Судова Вишня Городоцького р-ну                                                                                  |                           |
| Циганов Володимир Спиридонович         | Яворівський район        | Лавриківський № 208           | голова колгоспу «Молода гвардія» села Бишків Яворівського р-ну                                                                                            |                           |
| Цигилик Василь Іванович                | Городоцький район        | Градівський № 34              | комбайнер колгоспу імені Свердлова села Коропуж Городоцького р-ну                                                                                         |                           |
| Цукало Михайло Григорович              | Яворівський район        | Віжомлянський № 200           | агроном колгоспу імені Леніна села Віжомля Яворівського р-ну                                                                                              |                           |
| Цуприк Катерина Іванівна               | Золочівський район       | Болотнянський № 82            | доярка колгоспу імені Ілліча Золочівського р-ну |                           |
| Цюпак Григорій Миколайович             | Городоцький район        | Вовчищовицький № 23           | машиніст зернопереробного агрегату «ТЛ-40» колгоспу імені Ярослава Галана села Вовчищовичі Городоцького р-ну                                              |                           |
| Червін Валентина Олексіївна            | Золочівський район       | Великовільшаницький № 91      | зоотехнік колгоспу «Україна» села Скнилів Золочівського р-ну                                                                                              |                           |
| Чиж Ярослав Семенович                  | Золочівський район       | Полянський № 94               | свинар колгоспу імені Шевченка села Струтинь Золочівського р-ну                                                                                           |                           |
| Чикатович Степан Йосипович             | Сокальський район        | Вузлівський № 148             | начальник Сокальського виробничого колгоспно-радгоспного управління                                                                                       |                           |
| Чуб Григорій Васильович                | Жидачівський район       | Гніздичівський № 68           | 1-й заступник голови Львівського сільського облвиконкому                                                                                                  |                           |
| Чугайов Володимир Петрович             | Стрийський район         | Дашавський № 194              | секретар Львівського сільського обкому КПУ |                           |
| Шевченко Андрій Олександрович          | Яворівський район        | Гійченський № 201             | голова Яворівського райвиконкому |                           |
| Шевченко Володимир Григорович          | Стрийський район         | Сколівський № 184             | начальник Львівського обласного управління КДБ УРСР |                           |
| Шевчук Марія Іванівна                  | Жидачівський район       | Журавненський № 71            | ланкова колгоспу «Дружба» села Млиниська Жидачівського р-ну                                                                                               |                           |
| Шеметун Данило Семенович               | Пустомитівський район    | Давидівський № 139            | начальник Львівського обласного управління водного господарства                                                                                           |                           |
| Шпарій Олексій Дмитрович               | Стрийський район         | Подорожненський № 195         | тракторист колгоспу імені Дзержинського села Подорожнє Стрийського р-ну                                                                                   |                           |
| Щербак Євген Кирилович                 | Бродівський район        | Лешнівський № 7               | голова Лешнівської сільської ради Бродівського р-ну |                           |
| Щербацька Світлана Іванівна            | Кам'янсько-Бузький район | Стародобротвірський № 102     | токар Кам'янсько-Бузького районного відділення «Сільгосптехніки»                                                                                          |                           |
| Щирба Магда Войтківна                  | Яворівський район        | Краковецький № 207            | телятниця колгоспу «Ленінський шлях» села Сарни Яворівського р-ну                                                                                         |                           |
| Юрків Марія Іллівна                    | Кам'янсько-Бузький район | Стрептівський № 107           | бригадир колгоспу імені 30-річчя ВЛКСМ Кам'янсько-Бузького р-ну                                                                                           |                           |
| Яворський Володимир Антонович          | Старосамбірський район   | Турківський № 176             | бригадир колгоспу імені Богдана Хмельницького міста Турка Старосамбірського р-ну                                                                          |                           |
| Якимів Григорій Юрійович               | Дрогобицький район       | Підбузький № 56               | робітник радгоспу «Підбузький» селища Підбуж Дрогобицького р-ну                                                                                           |                           |
| Яковук Василь Павлович                 | Яворівський район        | Рава-Руський № 217            | лікар Рава-Руської лікарні Яворівського р-ну |                           |
| Якубів Степанія Іванівна (Миколаївна?) | Старосамбірський район   | Новоміський № 167             | ланкова колгоспу «Зоря комунізму» села Грушатичі Старосамбірського р-ну                                                                                   |                           |
| Янишин Марія Йосипівна                 | Городоцький район        | Мостиський № 24               | лікар Мостиської лікарні Городоцького р-ну |                           |
| Ярмошук Григорій Зотович               | Кам'янсько-Бузький район | Красненський № 105            | директор Красненського цукрового заводу Кам'янсько-Бузького р-ну                                                                                          |                           |
| Яросевич Володимир Володимирович       | Пустомитівський район    | Сокільницький № 128           | скотар радгоспу «Перемога» села Солонка Пустомитівського р-ну                                                                                             |                           |
| Ясінський Омелян Михайлович            | Старосамбірський район   | Бітлянський № 159             | голова колгоспу імені Свердлова села Верхнє Старосамбірського р-ну                                                                                        |                           |
| Ясній Ганна Йосипівна                  | Бродівський район        | Підкамінський № 4             | ланкова колгоспу імені 17 Вересня села Паликорови Бродівського р-ну                                                                                       |                           |
| Яцура Василь Якович                    | Яворівський район        | Залузький № 204               | тракторист-машиніст льонопереробного агрегату «ТЛ-40» колгоспу «1 Травня» села Залужжя Яворівського р-ну                                                  |                           |
| Гой Ольга Данилівна                    | Сокальський район        | Стоянівський № 149            | ланкова колгоспу «Жовтень» Сокальського р-ну | дообрана 19 квітня 1964   |
| Жомнір Марія Миколаївна                | Жидачівський район       | Бориницький № 64              | завуч Бориницької середньої школи Жидачівського р-ну | дообрана 19 квітня 1964   |
| Куваєв Дмитро Феофанович               | особливий округ          |                               | у прикордонних військах Західного округу КДБ, полковник                                                                                                   | дообраний 19 квітня 1964  |
| Мазур Володимир Степанович             | Старосамбірський район   | Хирівський № 174              | голова ради Львівського облміжколгоспбуду | дообраний 19 квітня 1964  |
| Форналь Ганна Михайлівна               | Старосамбірський район   | Старявський № 173             | ланкова колгоспу «Шлях до комунізму» Старосамбірського р-ну                                                                                               | дообрана 19 квітня 1964   |

22 березня 1963 року відбулася 1-а сесія Львівської обласної (сільської) ради депутатів трудящих 9-го скликання. Головою облвиконкому обраний Стефаник Семен Васильович, 1-м заступником голови — Чуб Григорій Васильович, заступниками голови: Гнидюк Микола Якимович і Остапенко Андрій Маркіянович. Секретарем сільського облвиконкому обрана Кушнєрова Олександра Василівна.
Обрано Львівський сільський облвиконком у складі 13 чоловік: Стефаник Семен Васильович — голова сільського облвиконкому; Чуб Григорій Васильович — 1-й заступник голови сільського облвиконкому; Гнидюк Микола Якимович — заступник голови сільського облвиконкому; Остапенко Андрій Маркіянович — заступник голови сільського облвиконкому, секретар Львівського сільського обкому КПУ та голова сільського комітету партійно-державного контролю; Кушнєрова Олександра Василівна — секретар сільського облвиконкому; Ванденко Леонід Степанович — 1-й секретар Львівського сільського обкому КПУ; Вольський Василь Григорович — директор Науково-дослідного інституту землеробства і тваринництва західних районів УРСР; Климовський Мирон Михайлович — голова Львівської сільської обласної планової комісії; Фролов Дмитро Якович — начальник управління м'ясо-молочної промисловості Львівського раднаргоспу; Скороход Іван Кузьмич — завідувач Львівського сільського обласного фінансового відділу; Томенко Микола Макарович — завідувач Львівського обласного відділу народної освіти; Гірний Йосип Іванович — голова Бродівського райвиконкому; Новак Ольга Данилівна — завідувачка ферми колгоспу імені Шевченка селища Глиняни Золочівського р-ну.
17 грудня 1964 року відбулася спільна сесія Львівських обласних (промислової і сільської) рад депутатів трудящих. На сесії промислова і сільська ради були об'єднані в одну Львівську обласну раду депутатів трудящих. Був обраний виконком Львівської обласної ради 9-го скликання у складі 15 чоловік: Стефаник Семен Васильович — голова облвиконкому; Телішевський Тимофій Дмитрович — 1-й заступник голови облвиконкому; Петрушко Владислав Іванович — заступник голови облвиконкому; Гнидюк Микола Якимович — заступник голови облвиконкому; Джугало Володимир Федорович — заступник голови облвиконкому; Тарнавський Ілля Євстахійович — заступник голови облвиконкому, секретар Львівського обкому КПУ та голова комітету партійно-державного контролю; Кушнєрова Олександра Василівна — секретар облвиконкому; Куцевол Василь Степанович — 1-й секретар Львівського обкому КПУ; Кузнецов Костянтин Дмитрович — завідувач Львівського обласного фінансового відділу; Лінник Зоя Архипівна — голова Львівської обласної планової комісії; Новак Ольга Данилівна — завідувачка ферми колгоспу імені Шевченка селища Глиняни Золочівського р-ну; Павлів Петро Іванович — бригадир бригади комуністичної праці Львівського автобусного заводу; Ткаченко Федір Павлович — начальник Львівського обласного управління охорони громадського порядку; Чуб Григорій Васильович — начальник Львівського обласного управління виробництва і заготівель сільськогосподарських продуктів; Ягодзінський Аполлон Григорович — голова Львівського міськвиконкому.